# Fonon
En fonon (av gr. φωνος, till φωνή, 'röst') är ett kvantiserat vibrationsläge i  fasta kristallgitter. Den besitter både vågegenskaper som superposition och partikelegenskaper som väldefinierad energi. Fononer bidrar till många egenskaper i fasta material, som fortplantning av ljud, värmeledningsförmåga, elektrisk ledningsförmåga, värmekapacitet och växelverkan med elektromagnetisk strålning. Termisk energi lagras huvudsakligen i form av fononer. Begreppet infördes av 1932 av den sovjetiske blivande nobelpristagaren Igor Jevgenjevitj Tamm.

## Endimensionell kristall med enatomig bas
Betrakta en kedja av identiska atomer och antag att de kan behandlas som klassiska partiklar. Antag att de är bundna till varandra med en fjäderliknande kraft som är proportionell mot den relativa förskjutningen av en atom från jämviktsläget. Vidare antas förenklat att denna kraft enbart påverkar de närmast intilliggande atomerna.
      n−1          n          n+1                         ←   a   →
{\displaystyle \cdots }o++++++o++++++o++++++o++++++o++++++o++++++o++++++o++++++o++++++o{\displaystyle \cdots }
        →→       →           →→→
        {\displaystyle u_{n-1}\quad u_{n}\qquad u_{n+1}}
Låt {\displaystyle u_{n}} vara den absoluta förskjutningen av atom {\displaystyle n} och {\displaystyle a} vara jämviktsavståndet mellan atomerna. Kraften mellan atom {\displaystyle n} och {\displaystyle n+1} blir då {\displaystyle C(u_{n+1}-u_{n})} där {\displaystyle C} är en fjäderkonstant. Med hjälp av Newtons andra lag kan då rörelseekvationen för atom {\displaystyle n} skrivas
{\displaystyle -2Cu_{n}+C(u_{n+1}+u_{n-1})=m{\operatorname {d^{2}} u_{n} \over \operatorname {d} t^{2}},}
där {\displaystyle m} är atomens massa. Acceptabla lösningar till den här ekvationen måste vara periodiska i rummet och tiden, och de är bara definierade för gitterpunkterna. En lösning som uppfyller dessa villkor är
{\displaystyle u_{n}(t)=ue^{i(kna-\omega t)},}
där {\displaystyle k} är vågtalet och {\displaystyle \omega } frekvensen. Insättning av detta i ovanstående ekvation ger efter ett antal manipulationer
{\displaystyle 2C(\cos {ka}-1)u=-\omega ^{2}mu.}
Denna ekvation ska gälla för nollskilda konstanter {\displaystyle u}, vilket ger dispersionsrelationen 
{\displaystyle \omega ={\sqrt {{2C \over m}(1-\cos {ka})}}={\sqrt {4C \over m}}|\sin {{1 \over 2}ka}|.}

Vågtal utanför första Brillouin-zonen (rött) reflekterar samma fysikaliska situation som vågtal i första Brillouin-zonen (blått).

Eftersom de vibrerande atomerna utgör diskreta punkter och inte en kontinuerlig våg motsvaras inte varje fysikalisk situation av ett entydigt vågtal {\displaystyle k}. Det finns ett oändligt antal vågtal för varje vibration, men bara en med våglängd {\displaystyle \lambda =2\pi /k\leq 2a}. Detta är analogt med vikning i signalbehandling, där de diskreta punkterna istället är samplade data. Det räcker följaktligen att betrakta vågtal som uppfyller
{\displaystyle -{\frac {\pi }{a}}\leq k\leq {\frac {\pi }{a}}}
vilket är känt som första Brillouin-zonen i en dimension.
Grupphastigheten definieras allmänt som
{\displaystyle v_{g}={\operatorname {d} \omega  \over \operatorname {d} k}}
vilket för ovanstående dispersionsrelation blir
{\displaystyle v_{g}={\sqrt {Ca^{2} \over m}}\cos {{1 \over 2}ka}.}
För små absoluta vågtal, d.v.s. långa våglängder jämfört med avståndet mellan atomerna, fås speciellt ljudhastigheten i kristallen,
{\displaystyle c={\sqrt {Ca^{2} \over m}}.}

## Tredimensionell kristall och fleratomig bas
I en dimension kan atomerna endast svänga longitudinellt, d.v.s. i vågens utbredningsriktning. I högre dimensioner tillåts även transversella vågor som svänger vinkelrätt mot utbredningsriktningen. Dessa har inte nödvändigtvis samma fjäderkonstant utan typiskt en mindre, vilket resulterar i bl.a. en lägre ljudhastighet. I en tredimensionell enatomig kristall finns en longitudinell och två transversella grenar.

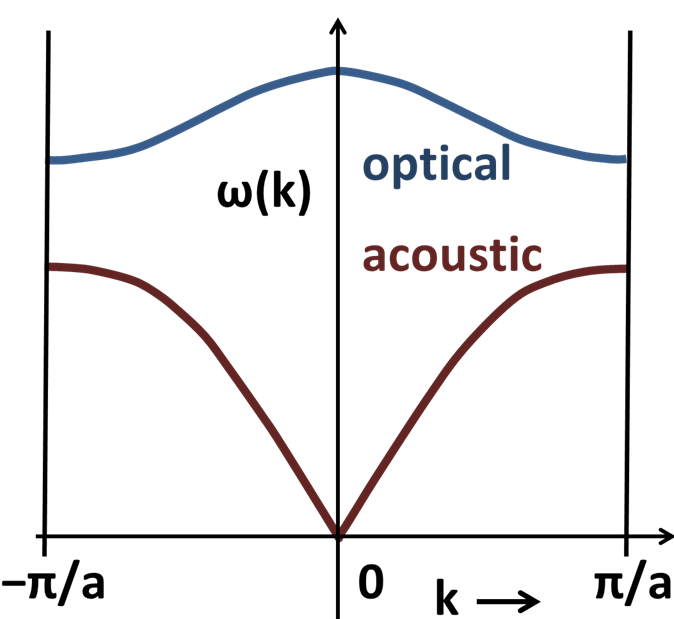
Dispersionsrelationer för en tvåatomig endimensionell kristall.

En kristall med flera atomer som bas har två sorters fononer, akustiska och optiska, med olika dispersionsrelationer. För varje akustisk och optisk lösning finns longitudinella och transversella grenar i tre dimensioner.
Betrakta en endimensionell kristall med tvåatomig bas, d.v.s. en kedja som ovan där varannan atom är av typ 1 och varannan av typ 2. Låt {\displaystyle v_{n}} vara förskjutningen för atomer av typ 2 och {\displaystyle a} vara avståndet mellan två atomer av samma typ (d.v.s. två gånger avståndet mellan atomer av olika typ). Då fås
{\displaystyle C(v_{n}+v_{n-1}-2u_{n})=m_{1}{\operatorname {d^{2}} u_{n} \over \operatorname {d} t^{2}}}
{\displaystyle C(u_{n+1}+u_{n}-2v_{n})=m_{2}{\operatorname {d^{2}} v_{n} \over \operatorname {d} t^{2}}.}
Bektrakta periodiska lösningar för {\displaystyle u_{n}} och {\displaystyle v_{n}} av samma typ som i det endimensionella fallet. Insättning av dessa ger
{\displaystyle Cv(1+e^{-ka})-2Cu=-\omega ^{2}m_{1}u}
{\displaystyle Cu(e^{ika}+1)-2Cv=-\omega ^{2}m_{2}v.}
Dessa ekvationer kan skrivas om på matrisform för {\displaystyle u} och {\displaystyle v}. Lösningar oberoende av dessa två fås bara om determinanten för koefficientmatrisen är 0, d.v.s.
{\displaystyle m_{1}m_{2}\omega ^{4}-2C(m_{1}+m_{2})\omega ^{2}+2C^{2}(1-\cos {ka})=0,}
eller ekvivalent
{\displaystyle \omega _{\pm }^{2}=K\left({\frac {1}{m_{1}}}+{\frac {1}{m_{2}}}\right)\pm K{\sqrt {\left({\frac {1}{m_{1}}}+{\frac {1}{m_{2}}}\right)^{2}-{\frac {4\sin ^{2}(ka/2)}{m_{1}m_{2}}}}}.}
De två lösningarna för {\displaystyle \omega ^{2}}, den optiska och den akustiska grenen, motsvaras av varsin dispersionsrelation. De exakta uttrycken kan lösas ut från ovanstående ekvation, men det är svårt att tolka dem. Med hjälp av taylorutveckling kan beteendet runt {\displaystyle k=0} studeras. För den optiska grenen fås
{\displaystyle \omega _{o}\approx {\sqrt {2C(1/m_{1}+1/m_{2})}}}
och för den akustiska fås
{\displaystyle \omega _{a}\approx {\sqrt {\frac {C}{2(m_{1}+m_{2})}}}ka.}
Notera att den akustika grenen motsvarar det endimensionella fallet för små absoluta {\displaystyle k}. Akustiska fononer kallas så eftersom de högre grupphastigheter än optiska - som mest ljudhastigheten för små absoluta {\displaystyle k} - och leder därmed ljudvågor i kristallen. Dessa fononer motsvaras av att hela atomkedjan rör sig i en våg för små vågtal.
Optiska fononer motsvaras av att de två olika atomtyperna rör sig i varsin våg mot varandra för små vågtal. Detta tillåter en mycket högre frekvens {\displaystyle \omega } och därmed energi. Kombinationen av litet vågtal och hög frekvens är egenskaper som delas med fotoner, vilket innebär att optiska fononer kan skapas genom excitation av ljus eller annan elektromagnetisk strålning - därav namnet.
Vid gränsen för första Brillouin-zonen, {\displaystyle k=\pm \pi /a} fås
{\displaystyle \omega ={\sqrt {2C/m_{1}}}}
{\displaystyle \omega ={\sqrt {2C/m_{2}}},}
där den större lösningen (den med den mindre massan) svarar mot den optiska grenen och den mindre mot den akustiska. Det innebär att det finns ett intervall av frekvenser mellan dessa som saknar våglösningar. Detta gap syns i figuren över dispersionsrelationerna.
För en tredimensionell kristall med {\displaystyle p} finns en akustisk huvudgren och {\displaystyle p-1} optiska huvudgrenar, och varje huvudgren består av en longitudinell och två transversella grenar.

## Kvantmekanisk behandling
Gittervibrationer betraktas som kvantmekaniska harmoniska oscillatorer med energier
{\displaystyle E_{n}=\hbar \omega \left(n+{\frac {1}{2}}\right),\ n=0,1,2,\dots .}
Eftersom energin är kvantifierad, kan en fonon definieras som en kvasipartikel  med energi {\displaystyle \hbar \omega }. När svängningen har kvanttalet {\displaystyle n} härbärgerar den {\displaystyle n} fononer. Även vid absoluta nollpunkten, då en svängningsmod inte innehåller några fononer har den alltså en nollpunktsenergi {\displaystyle E_{0}={1 \over 2}\hbar \omega }.
En fonon har ingen fysisk rörelsemängd, men den kan tilldelas en s.k. kristallrörelsemängd {\displaystyle \hbar k}. Till skillnad från riktig rörelsemängd är kristallrörelsemängd inte entydigt definierat, eftersom vågtalet {\displaystyle k} inte är entydigt definierat för en given fysikalisk situation. I beräkningar med kristallrörelsemängd använder man lämpligtvis vågtal från första Brillouin-zonen och om en summa hamnar utanför denna skiftas den tillbaka genom att addera en multipel av {\displaystyle 2\pi /a}. Det innebär typiskt att två fononer med mer eller mindre lika riktade kristallrörelsemängder kan kollidera och ge upphov till en fonon som rör sig i motsatt riktning. Detta kallas en umklapprocess och är ett viktigt bidrag till begränsning av värmeledningsförmågan i en kristall.
Fononer är bosoner, vilket står klart eftersom de kan inneha samma kvanttillstånd i en svängningsmod. Det genomsnittliga antalet fononer hos en svängningsmod, med energi {\displaystyle \hbar \omega }, som är i termisk jämvikt med ett värmebad med temperatur {\displaystyle T} ges därmed av Bose-Einsteinfördelningen
{\displaystyle \langle n\rangle ={\frac {1}{\exp \left({\frac {\hbar \omega }{k_{B}T}}\right)-1}},}
där {\displaystyle k_{B}} betecknar Boltzmanns konstant.